# 生命の花
生命の花（いのちのはな）は、日本のテレビアニメ『超時空騎団サザンクロス』に登場する架空の植物。『サザンクロス』ほか2作品がアメリカで再編集された『ロボテック』では、Flower of Lifeとして新たに定義を付け加えられて登場する。 

## サザンクロス
惑星グロリエの先住民族だったゾル人が、文字通り文明及び生命のよりどころとしている。その原種は「プロト・ゾル」とも呼ばれる、ゾル人と同じくグロリエの原産。地球でいう蓮に近い種類の被子植物である。
バイオマスエネルギーとしての再生産が可能であり、その種子を発芽出来ない状態を人為強制的に保持し続けることで、莫大なエネルギーを得ることが出来る。

## ロボテック
『ロボテック』の世界では、ゾル人はプロトカルチャーの末裔であるロボテック・マスターズの別名とされている。やはり生命の花に依存した文明を築いており、主に惑星ファントマの第3衛星Tirol（ティロル）でこれを栽培している。
ティロルの首都Tiresia（テイレシア）の科学者であるZor Derelda（ゾア・デリルダ、『超時空騎団サザンクロス』でのサイフリート・ヴァイス）が、惑星Optera（オプテラ）においてこの花を発見した。
効率そのものは核融合ほどは高くないものの、それでも化石燃料に較べて圧倒的な高効率を誇り、核燃料に較べて環境をそれほど汚染せずに済むなどエネルギー資源としての価値は大きい。特に移動機械においては、燃料を蓄えておく空間の占有率が化石燃料に比べて数十分の1以下となり、劇的な省スペース化が可能となった。
また、その特性からヒューマンマシンインターフェースとの相性がよく、これを利用した操縦系統を開発することで、パイロットと機械との有機的な連携を飛躍的に改善することができる。
このため、プロトカルチャーや彼らの製造したゼントラーディ人、ゾル人（ロボテック・マスターズ）、インビッドはもちろん、落下した異星人の宇宙船 SDF-1 マクロスよりオーバーテクノロジーを得た地球人類によっても一般的に使用されるようになった。
また生物学的要素としては、クローニングの素材やクローニングによって作られた生物のエネルギーとしても使用されるようである。 
人間がこの花の花粉を一時的または継続的に体内に吸引した場合、不可逆の後遺症として頭痛などの生理作用や麻薬に似た幻覚作用があり、取扱いには生物学的な防護服が必要となる。エネルギー管理及び社会維持、法倫理的見地から、『ロボテック』の作品世界においては、麻薬と同じかそれ以上に幻覚作用を目的とする乱用が厳しく規制されているようである。